# Njuktajaure
Njuktajaure är en sjö i Jokkmokks kommun i Lappland och ingår i Luleälvens huvudavrinningsområde. Sjön har en area på 0,0354 kvadratkilometer och ligger 538,2 meter över havet. Njuktajaure ligger i Pärlälvens fjällurskog Natura 2000-område.

## Delavrinningsområde
Njuktajaure ingår i det delavrinningsområde (739621-163178) som SMHI kallar för Mynnar i Karatj. Medelhöjden är 539 meter över havet och ytan är 35,12 kvadratkilometer. Räknas de 6 avrinningsområdena uppströms in blir den ackumulerade arean 142,39 kvadratkilometer. Jarrebäcken som avvattnar avrinningsområdet har biflödesordning 4, vilket innebär att vattnet flödar genom totalt 4 vattendrag innan det når havet efter 254 kilometer. Avrinningsområdet består mestadels av skog (74 procent) och sankmarker (20 procent). Avrinningsområdet har 0,38 kvadratkilometer vattenytor vilket ger det en sjöprocent på 1,1 procent.